# كيلين هيرد
كيلين هيرد (بالإنجليزية: Kellen Heard)‏ هو لاعب كرة قدم أمريكية أمريكي، ولد في 17 أكتوبر 1985 في تكساس في الولايات المتحدة.

## وصلات خارجية
- كيلين هيرد على موقع مرجع كرة القدم المحترفة.كوم (الإنجليزية)